# Ekfors Kraft
Ekfors Kraft Aktiebolag är ett elbolag i Norrbottens län i Sverige. Bolaget ägde nätkoncession i kommunerna Övertorneå och Haparanda. Ekfors Kraft försattes i konkurs av Stockholms tingsrätt den 27 juni 2011. Dessförinnan var bolaget sedan den 30 september 2010 under tvångsförvaltning då man under lång tid inte följt gällande regelverk.
I december 2013 ansökte Övertorneå kommun och konkursboet om att kommunen skulle få ta över Ekfors Krafts nätkoncession. Övertagandet godkändes av Energimarknadsinspektionen och sedan januari 2014 drivs elnätet av det kommunala bolaget Övertorneå Kraft Aktiebolag. Köpet av elnätet kostade kommunen 72 miljoner kronor.

## Tvist med Övertorneå kommun och Haparanda kommun
Företaget blev rikskänt för sin tvist med de båda kommunerna sedan man höjt avgifterna och kommunerna i sin tur vägrat att acceptera höjningen. Efter flera års oenighet om avgifterna vidtog Ekfors kraft åtgärden att släcka gatubelysningen i kommunerna. Marknadsdomstolen har delvis dömt till Ekfors krafts fördel och ålagt kommunerna att betala rättegångskostnader på 500 000 kronor till företaget. Konkurrensverket har däremot dömt till Haparanda kommuns fördel, böter på 200 000 kronor per vecka väntar Ekfors Kraft om inte omedelbart leverans av el till det nya kommunala belysningsnätet sker. Regeringen har givit Haparanda kommun tillstånd att ansluta gatubelysningen i Karungi till det kommunala elnätet för att kringgå att inte Ekfors energi kopplat på strömmen.